# Artykulacja (muzyka)
Artykulacja (łac. articulatio = rozczłonkowanie) – jeden z elementów dzieła muzycznego, określający sposób wzbudzania, kształtowania i łączenia dźwięków i współbrzmień. Artykulacja kształtuje także frazowanie, nadaje utworowi muzycznemu odpowiedni wyraz i dopełnia go pod względem technicznym. W zapisie nutowym, do poszczególnych sposobów wydobywania dźwięków przyporządkowane są znaki artykulacyjne.
Istnieje szereg określeń artykulacyjnych, niektóre z nich mają charakter uniwersalny, inne są właściwe dla danego instrumentu. Najczęściej spotykanymi rodzajami artykulacji są: staccato, legato, spiccato, portato, portamento, glissando, tremolo (tremolando) oraz arpeggio.

## Znaki artykulacyjne

### Uniwersalne
|  | staccato – skracanie dźwięków, mniej więcej o połowę ich wartości, poprzez ostre ich wydobywanie i oddzielanie od siebie. Wiąże się to z inną techniką gry. Na przykład na fortepianie klawisz jest uderzany palcem przy jednoczesnym, raptownym podniesieniu nadgarstka. |
|  | spiccato – podobne do staccato, lecz jeszcze krótsze i ostrzejsze. |
|  | portato – z oderwaniem ręki od instrumentu i jej bezwładnym opuszczeniem. Sposób ten wykorzystywany przy nauce ustawienia aparatu (ręki) na klawiaturze |
|  | legato – dźwięki grane są płynnie, w sposób maksymalnie łączny między sobą |

### Pozostałe
- arco – dla instrumentów smyczkowych oznacza wykonanie przez pocieranie strun smyczkiem
- pizzicato – dla instrumentów smyczkowych wydobycie dźwięku przez szarpnięcie struny palcem
- col legno – dla instrumentów smyczkowych wydobycie dźwięku przez uderzenie struny drzewcem smyczka.
- flażolet – dla instrumentów smyczkowych, gitary i harfy: lekkie dotknięcie struny w odpowiednim miejscu, a dla aerofonów: odpowiednie przedęcie; zmienia się wówczas wysokość i barwa dźwięku
- con sordino – z tłumikiem; dla instrumentów smyczkowych oznacza założenie tłumika na podstawek, dla aerofonów – włożenie go do czary głosowej; dla fortepianu i pianina – użycie lewego pedału, a w pianinach – możliwe jest również użycie środkowego pedału[9]
- senza sordino – bez tłumika
- glissando (skrót gliss.) –  prześlizgując się
- marcato – równe wypunktowanie każdej nuty w obrębie taktu; brak akcentu którejkolwiek nuty w takcie
- arpeggio – akord łamany (kolejne dźwięki dołączane są do siebie)
- tenuto – wytrzymując wartości rytmiczne dźwięków[10]
- tremolo – wibrująco (szybkie powtarzanie jednego dźwięku)
- tremolando – wibrująco (szybkie powtarzanie dwóch dźwięków)
- détaché – dla instrumentów smyczkowych oznacza pocieranie strun smyczkiem na przemian wraz z każdą nutą
- martelé
- sautillé
- gettato
- ricochet
- alzando
- flautando
- vibrato - drżąco
- frullato – w instrumentach dętych metoda dmuchania powietrza przy jednoczesnym wymawianiu głoski „r”, powodujące efekt wibrowania dźwięku
- sforzato (sforzando) – wzmacniając, akcentując
- sul tasto – dla instrumentów smyczkowych oraz strunowych szarpanych oznacza grę blisko gryfu (chwytni)
- sul ponticello – dla instrumentów smyczkowych oraz strunowych szarpanych oznacza grę blisko podstawka (mostka)

### Inne określenia ekspresyjno-interpretacyjne
- agitato – niespokojnie, burzliwie
- animato – z ożywieniem
- appassionato – namiętnie, z pasją
- cantabile – śpiewnie
- con amore – z uczuciem
- con brio – z życiem
- con dolore – z boleścią
- con grazia – z wdziękiem
- dolce – słodko
- espressivo – z wyrazem
- feroce – dziko
- giocoso – wesoło
- leggiero – lekko
- martellato – jak gdyby uderzając młotem
- mezza voce – półgłosem
- mormorando – z zamkniętymi ustami (w śpiewie)
- perdendo – zanikając
- pesante – ciężko
- risoluto – śmiało
- scherzando – żartobliwie
- smorzando – tłumiąc, zamierając
- sostenuto – powściągliwie
- sotto voce – delikatniejszym głosem
- tranquillo – spokojnie
- triste – smutno

### Określenia artykulacyjne w grze na gitarze
- tirando – po szarpnięciu struny palec pozostaje w powietrzu
- apoyando – po szarpnięciu palec opiera się o sąsiednią strunę

### Perkusja
W grze na werblu (i ogólnej grze na zestawie perkusyjnym) stosuje się podział ze względu na:
- Wysokość unoszenia pałek czyli free stroke:
  - Full stroke (od forte do forte fortissimo) – Uderzenie z pałki trzymanej prostopadle do podłoża
  - Medium stroke (mezzo) – Forma pośrednia pomiędzy full i low stroke
  - Low stroke (od piano pianissimo do piano) – bardzo niskie trzymanie pałek, ok. 2 cm nad membraną

- Technikę trzymania pałek:
  - Tradycyjna – Trzymanie pałki kciukiem tak, aby pałka przechodziła pomiędzy palcem środkowym a serdecznym
  - Amerykańska (standardowa) – pośrednia pomiędzy niemiecką a francuską, luźna i wygodna, użyteczna w graniu na całym zestawie
  - Francuska – Trzymanie pałeczki w standardowy sposób (pomiędzy kciukiem a resztą dłoni), z tym że kciuk znajduje się nad resztą dłoni poprzez obrócenie całej dłoni
  - Niemiecka – Najbardziej płaska technika, wierzch dłoni jest równolegle usytuowany do membrany. Bardzo głośna, przy użyciu tej samej siły, co w chwycie francuskim, uzyskuje się o wiele głośniejszy dźwięk

- Technikę uderzenia
  - W tej dziedzinie występuje pewna dowolność, wszystko zależy od fantazji muzyka, np. Rim shot – polega na jednoczesnym uderzeniu w obudowę bębna jak i w membranę, co daje specyficzny i głośny dźwięk.